# Dichromodes stilbiata
Dichromodes stilbiata är en fjärilsart som beskrevs av Achille Guenée 1858. Dichromodes stilbiata ingår i släktet Dichromodes och familjen mätare. Inga underarter finns listade i Catalogue of Life.